# Temný případ
Temný případ (v anglickém originále True Detective) je americký detektivní dramatický televizní seriál, který měl premiéru 12. ledna 2014 na stanici HBO, první sezóna měla 8 epizod. Seriál je koncipován antologicky, tzn. že každá řada má vlastní, samostatný příběh, s jinými postavami i herci.
Příběh první řady je vyprávěn retrospekcí skrze rozhovory s detektivy Rustem Cohlem a Martinem Hartem. Ti vzpomínají na rok 1995, kdy byli přiřazeni k případu záhadné vraždy mladé ženy. Vrah byl tehdy dopaden, jak je tedy možné, že se historie opakuje? Během výslechu detektivů vyplouvají na povrch nejen informace o případu, ale také osobní rozkoly a problémy obou mužů. Do hlavních rolí byli obsazeni Matthew McConaughey, Woody Harrelson, Michelle Monaghanová, Michael Potts a Tory Kittles.
Americká premiéra druhé osmidílné řady se odehrála 21. června 2015. V titulních rolích se v ní objevili Colin Farrell, Vince Vaughn, Rachel McAdamsová, Taylor Kitsch a Kelly Reilly.Děj druhé řady se odehrává v soudobé Kalifornii, především v okrese Ventura, ve fiktivním městě Vinci. Příběh sleduje postavy tří vyšetřovatelů, Raymonda „Raye“ Velcora, Antigony „Ani“ Bezzerides a Paula Woodrugha poté, co strážník Woodrugh nalezne u dálnice tělo pohřešovaného Bena Caspera, zkorumpovaného manažera města Vinci. Příběh dále rozkrývá složitou pavučinu zkorumpovaných politiků, podnikatelů a dealerů drog v jižní Kalifornii, stejně jako pohnutou minulost i současnost hlavních postav.

## Hlavní postavy

### První řada
| Matthew McConaughey  | Rust Cohle        |
| Woody Harrelson      | Martin Hart       |
| Michelle Monaghanová | Maggie Hartová    |
| Kevin Dunn           | Ken Quesada       |
| Tory Kittles         | Thomas Papania    |
| Michael Potts        | Maynard Gilbough  |
| Alexandra Daddario   | Lisa Tragnetti    |
| Elizabeth Reaserová  | Laurie Perkinsová |
| J.D. Evermore        | detektiv Lutz     |
| Dana Gourrier        | Cathleen          |
| Madison Wolfe        | Audrey Hartová    |

### Druhá řada
| Colin Farrell     | Raymond Velcoro     |
| Vince Vaughn      | Francis Semyon      |
| Rachel McAdamsová | Antigone Bezzerides |
| Taylor Kitsch     | Paul Woodrugh       |
| Kelly Reilly      | Jordan Semyon       |
| Chris Kerson      | Nails               |
| Timothy V. Murphy | Osip Agronov        |
| Michael Hyatt     | Katherine Davis     |
| Yara Martinez     | Felicia             |
| James Frain       | Kevin Burris        |
| Trevor Larcom     | Chad Velcoro        |

### Třetí řada
| Mahershala Ali   | Wayne Hays     |
| Stephen Dorff    | Roland West    |
| Carmen Ejogo     | Amelia Reardon |
| Ray Fisher       | Henry Hays     |
| Mamie Gummer     | Lucy Purcell   |
| Scoot McNairy    | Tom            |
| Josh Hopkins     | Jim Dobkins    |
| Jodi Balfour     | Lori           |
| Rhys Wakefield   | Freddy Burns   |
| Michael Greyeyes | Brett Woodard  |
| Jon Tenney       | Alan Jones     |

## Vysílání
| Řada | Díly | Premiéra v USA  | Premiéra v USA | Premiéra v ČR   | Premiéra v ČR   |
| Řada | Díly | První díl       | Poslední díl   | První díl       | Poslední díl    |
| ---- | ---- | --------------- | -------------- | --------------- | --------------- |
| 1    | 8    | 12. ledna 2014  | 9. března 2014 | 13. ledna 2014  | 10. března 2014 |
| 2    | 8    | 21. června 2015 | 9. srpna 2015  | 22. června 2015 | 10. srpna 2015  |
| 3    | 8    | 13. ledna 2019  | 24. února 2019 | 14. ledna 2019  | 25. února 2019  |